# Gassendi (cratère)
Pour les articles homonymes, voir Gassendi (homonymie).

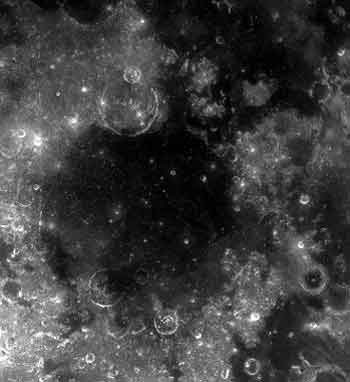
Mare Humorum. Le plus grand cratère au nord de la mare est Gassendi

Gassendi est un grand cratère lunaire situé au nord de la mare lunaire Mare Humorum. La formation a été inondée par la lave durant la formation de la mare, de sorte que seul le rempart septentrional et les multiples sommets restent visibles au-dessus de la surface. Le bord extérieur est érodé, bien qu'il conserve une forme globalement circulaire. Un cratère copernicien plus petit, nommé Gassendi A, recoupe le bord nord, et rejoint un soulèvement de mauvaise qualité sur la partie nord-ouest du terrain. La paire de cratère évoque la forme d'une bague surmontée d'une pierre précieuse.
Dans la partie sud du cratère se trouve une formation semi-circulaire de crêtes ; c'est aussi dans cette partie sud que se trouve le point le plus bas, à l'extrême sud du cratère. La hauteur du bord varie de 200  à   2 500 mètres de hauteur au-dessus de la surface, et le sol est vallonné et irrégulier. Il existe également un ensemble de rainures qui sillonnent le sol, nommées « Rimae Gassendi ».
Le cratère Gassendi a été nommé en 1651 par Giovanni Battista Riccioli en l'honneur de l'astronome et mathématicien français Pierre Gassendi. Sur les cartes plus anciennes, le cratère Gassendi A était appelé Clarkson, du fait de sa découverte par l'astronome amateur et sélénographe britannique Roland L T Clarkson, mais son nom n'a pas été reconnu officiellement par l'Union astronomique internationale et fut remplacé.
Gassendi fait partie des cratères nectariens à plancher fracturé (par des crêtes, fractures ou escarpements à peu près concentriques par rapport aux remparts du cratère, voire un réseau de failles) à la suite de mouvements tectoniques ou du volcanisme (crevasses lunaires) ou des deux phénomènes.
Ce cratère a été envisagé par la NASA jusqu'en juin 1972 pour faire atterrir Apollo 17.

## Caractéristiques
Par convention, ses caractéristiques sont identifiées sur les cartes lunaires en partant de la lettre sur le flanc du cratère de mi-parcours qui est plus proche de Gassendi.
| Gassendi | Coordonnées    | Diamètre, km |
| -------- | -------------- | ------------ |
| A        | −15,55, −39,8  | 32           |
| B        | −14,66, −40,64 | 25           |
| E        | −18,45, −43,63 | 7            |
| F        | −15,03, −45,02 | 8            |
| G        | −16,75, −44,67 | 7            |
| J        | −21,62, −37,1  | 9            |
| K        | −18,78, −43,74 | 6            |
| L        | −20,39, −41,79 | 5            |
| M        | −18,61, −39,15 | 3            |
| N        | −18,07, −39,32 | 4            |
| O        | −21,96, −35,13 | 10           |
| P        | −17,29, −40,75 | 2            |
| R        | −21,94, −37,85 | 4            |
| T        | −19,05, −35,44 | 10           |
| W        | −17,66, −43,73 | 6            |
| Y        | −20,91, −38,51 | 5            |